# Monsueto Menezes
Monsueto Campos de Menezes (Rio de Janeiro, 4 de novembro de 1924 — Rio de Janeiro, 17 de março de 1973) foi um sambista, cantor, compositor, instrumentista, pintor e ator brasileiro.

## Gravações de Monsueto
Todas compostas pelo próprio, exceto onde notado.
- A fonte secou (com Tufic Lauar e Marcléo)
- Eu quero essa mulher assim mesmo (com José Batista)
- Me deixa em paz (com Aírton Amorim)
- Mora na filosofia (com Arnaldo Passos)
- Couro do falecido (com Jorge de Castro)
- Tá para acontecer (com José Batista e Ivan Campos)
- Levou fermento (com José Batista)
- Me empresta teu lenço (com Elano de Paula e Nicolau Durso)
- Rua Dom Manuel (com Jorge de Castro)
- Senhor Juiz (com Jorge de Castro)
- Prova Real (de Oderlandes Rodrigues, Edson Santana e Amado Régis)
- Bola Branca (de Antônio Guedes, Otávio Lima e Estanislau Silva)
- Chica da Silva (de Anescar e Noel Rosa)
- Maria Baiana
- Sambamba
- Copacabana de tal
- Este samba tem parada
- Água e azeite (com Estanislau Silva)
- Na menina dos meus olhos (com Flora Mattos)
- Lamento da lavadeira (com João Vieira Filho e Nilo Chagas)
- Na casa de Antônio Jób (com Venâncio)
- Nó molhado (com José Batista e Ivan Campos)
- Morfeu (com Luiz Reis)
- Segunda Lua-de-Mel (com Flora Mattos)
- Fogo no morro (com José Batista)
- Aula de samba francês
- Mané João (com José Batista e Ivan Campos)
- Retrato de Cabral (com Raul Marques)